# Západ 2017

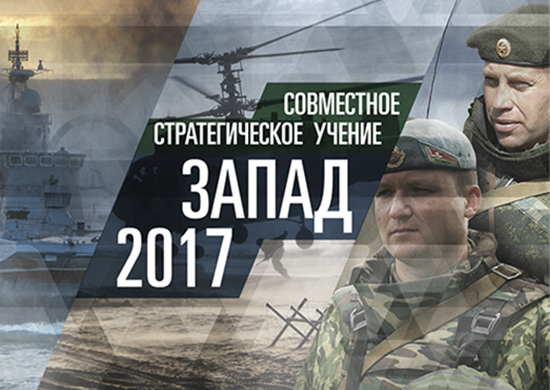
Logo akce

Západ 2017 (rusky Запад-2017) bylo společné strategické cvičení Ozbrojených sil Ruské federace a Běloruska, které bylo naplánováno na 14. až 20. září 2017.

## Počet účastníků cvičení
Podle oficiálních údajů se cvičení zúčastní až 13 000 vojáků. Podle NATO se však cvičení může účastnit více než 100 tisíc vojáků. Například podle českého generála Jiřího Šedivého dochází z ruské strany k manipulaci s počtem účastníků, kdy na hlavní cvičení je navázáno několik dalších.

## Obecné informace

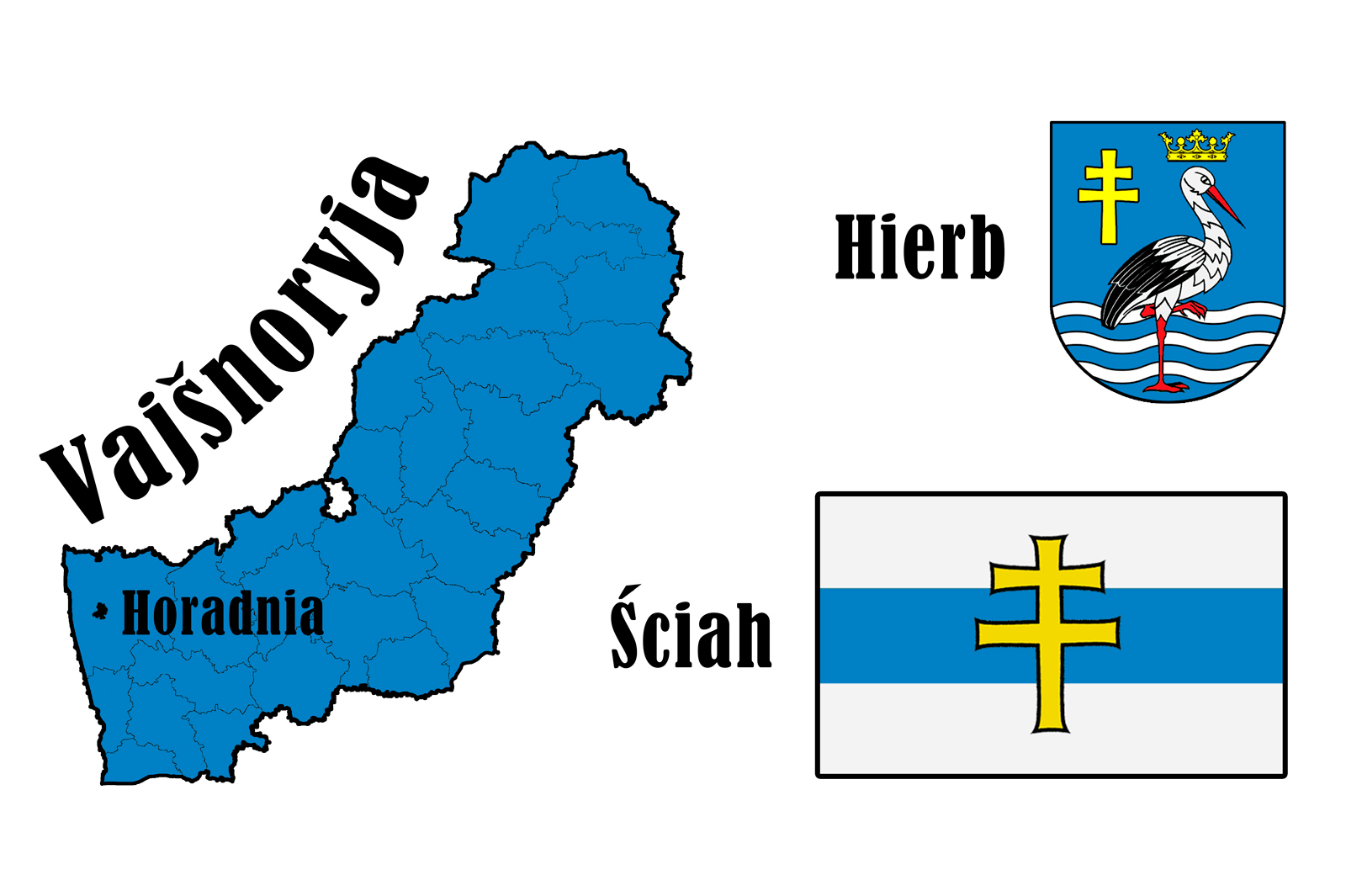
Území, znak a vlajka fiktivní Vejšnorie

Podle rozhodnutím prezidentů Ruska a Běloruska ze dne 29. září 2009 se společné cvičení má konat každé dva roky, přičemž cvičení Zapad se koná od roku 2009 pravidelně co čtyři roky. Organizátoři vojenských cvičení si pro tento účel vymysleli 3 fiktivní agresory: Vejšnorii, Vesbarii a Lubenii, kteří útočí na Bělorusko. Vejšnorie byla umístěna do západní části Běloruska, Vesbarie a Lubenie na území Litvy, Lotyšska a Polska.
Cílem vojenského cvičení je ověřit schopnosti Ruska a Běloruska v případě zajištění bezpečnosti Svazového státu a jeho připravenost odrazit možnou agresi a zvýšit koordinaci vojenských velitelských a kontrolních agentur, terénních a leteckých formací a vojenských jednotek. Ke cvičení byli pozváni pozorovatelé NATO. Během zasedání Parlamentního shromáždění OBSE v Minsku byli pozváni také zástupci delegace OBSE z USA.
Dne 13. července 2017 si Rusko a NATO vyměnily informace o cvičeních.

## Nehody
Při startu z vojenské základny u obce Šajkovka v Kalužské oblasti sjel z dráhy a byl neopravitelně poškozen strategický nadzvukový bombardér Tupolev Tu-22M3.
Vrtulník typu Kamov Ka-52 během cvičení sám od sebe odpálil tři neřízené rakety S-8, a to když se přiblížil k cíli. Rakety explodovaly přímo vedle přihlížejících diváků, vojenských přidělenců, specialistů vojensko-průmyslového komplexu a novinářů. Při výbuchu byli v troskách zraněni tři lidé. Byly také poškozeny dva vojenské nákladní automobily, (řídicí vozidlo Leer-3 RB-341V UAV).